# Сикульский язык

Территории племён на о. Сицилия к приходу греков.

Сику́льский язык — мёртвый язык, на котором говорили сикулы — один из доримских народов Сицилии (другие два, сиканы и элимцы, были более ранним населением острова, не родственным сикулам).

## Сикульские надписигреческим алфавитом
На Сицилии обнаружено большое количество сосудов с надписями греческим алфавитом, но не на греческом языке. К сожалению, большая часть этих надписей весьма скудна, не более одного-двух слов.
В начале 1960-х годов в Чентурипе был обнаружен аскос (тип сосуда) V века до н. э., который в настоящее время хранится в археологическом музее города Карлсруэ (Германия). На этом сосуде представлена наиболее длинная из известных надписей на сикульском языке, выполненная местной разновидностью греческого алфавита. Предположительно, надпись говорит о том, что сосуд имел вотивное предназначение. Исследования лексики и синтаксиса надписи показали, что её язык относится к индоевропейским и имеет большое сходство с латинским, в связи с чем сикульский язык можно отнести к латино-фалискской группе италийских языков, так же, как и авзонов, фалисков и энотров. В ходе раскопок в зоне Адрано, на месте античного города Мендолита, обнаружены городские ворота с сикульской надписью VI века до н. э.

## Сходство с италийскими языками
Как сообщали некоторые римские авторы (Марк Теренций Варрон и Диодор Сицилийский), сикулы проникли в Сицилию с Апеннинского полуострова, поэтому весьма высока вероятность того, что они говорили на языке индоевропейской семьи (гипотеза подкрепляется тем фактом, что они принесли на остров искусство обработки железа и одомашненную лошадь).
Теренций Варрон в своём трактате De lingua latina отмечал многочисленные сходства между сикульским и латинским языками, предполагая, что сикулы произошли из Рима. Таким образом, лексика сикульского языка могла отражать наследие распавшейся в Италии латино-авзоно-сикульской общности.
Сходство с латинским языком наблюдается и в лексике обнаруженных сикульских надписей. В частности, глагольная форма pibe является императивом «пей», родственным аналогичной латинской форме bibe и санскритскому piba.